# Episodi de I ragazzi della 3ª C (prima stagione)
La prima stagione della serie televisiva I ragazzi della 3ª C è stata trasmessa in Italia dal 13 gennaio al 24 marzo 1987 su Italia 1.
| nº | Titolo                   | Prima TV Italia  |
| -- | ------------------------ | ---------------- |
| 1  | La sfida                 | 13 gennaio 1987  |
| 2  | Chicco a Superstrike     | 20 gennaio 1987  |
| 3  | Le elezioni scolastiche  | 27 gennaio 1987  |
| 4  | Tutti al mare            | 3 febbraio 1987  |
| 5  | Andiamo a vivere da soli | 10 febbraio 1987 |
| 6  | Il giornalino di classe  | 17 febbraio 1987 |
| 7  | La recita                | 24 febbraio 1987 |
| 8  | Buon Natale              | 3 marzo 1987     |
| 9  | Voglio morire            | 10 marzo 1987    |
| 10 | La festa                 | 17 marzo 1987    |
| 11 | Rossella's baby          | 24 marzo 1987    |

## La sfida
- Diretto da: Claudio Risi
- Scritto da: Marco Cavaliere

### Trama
Il nuovo anno scolastico al Liceo Leopardi rinverdisce le antiche rivalità tra 3ª C e 3ª F. Il culmine sarà una sfida sul ring tra Massimo Conti e il "campione" della 3ª F, un culturista chiamato Giovannone, detto Terminator. Nonostante un tentativo di "sabotaggio" ai pantaloncini dell'avversario finito male, Massimo vincerà il match grazie alla iella mandata da Jona, il bidello, a Terminator.
- Colonna sonora: Dada (Celeste), Voice of America (Des Dyer), Una storia importante (Eros Ramazzotti), Cat's Eye (Ray Stephens)
- Altri interpreti: Maurizio Mattioli,  Pino Insegno, Marco Tullio Cau (Giovannone)

## Chicco a Superstrike
- Diretto da: Claudio Risi
- Scritto da: Marco Cavaliere

### Trama
Selezionato per il programma "Superstrike", un quiz condotto da Marco Columbro, Chicco, grazie alla sua grande cultura calcistica, riesce agevolmente a conquistare vincite elevate e la simpatia della famiglia Zampetti, rinunciando alle une ed all'altra per la sua incrollabile fede giallorossa: l'ultima domanda alla quale Chicco non vuole rispondere è il risultato di Roma-Liverpool, finale di Coppa dei Campioni del 1984, vinta dalla squadra inglese e storica tragedia romanista. 
- In questa puntata, Chicco e la famiglia Zampetti assistono per tv alla semifinale di ritorno della Coppa Italia 1985-1986 tra Roma e Fiorentina: nel telefilm, la Roma vince per almeno 4-0, mentre nella realtà s'impose "solo" per 2-0.

- Colonna sonora: Dada (Celeste), Lipstick (Boys Don't Cry), Money Money (Terry James e i Shondells)

## Le elezioni scolastiche
- Diretto da: Claudio Risi
- Scritto da: Marco Cavaliere

### Trama
Le elezioni scolastiche sono alle porte ed all'interno della 3ª C si creano diverse liste politiche. Decidendo di unire i propri sforzi la classe nomina Bruno Sacchi quale rappresentante. Tuttavia il povero Bruno, una volta eletto dopo una stupenda campagna elettorale con tanto di manifesti, non riuscirà a tener testa ad un Consiglio d'Istituto troppo severo.

## Tutti al mare
- Diretto da: Claudio Risi
- Scritto da: Marco Cavaliere

### Trama
Chi per un motivo chi per un altro tutti i ragazzi della 3ª C marinano la scuola per una gita al mare dove, volenti o nolenti, i loro destini s'incrociano ancora una volta. In questo episodio vi è una scena in cui Chicco compare completamente nudo, insieme ad altre due ragazze, anche loro senza vestiti, conosciute grazie ad un danno alla loro automobile. Compare per la prima volta il personaggio secondario di Laura, una ragazza per la quale Bruno sente una forte attrazione, a sua insaputa ricambiata.

## Andiamo a vivere da soli
- Diretto da: Claudio Risi
- Scritto da: Marco Cavaliere

### Trama
Una presunta vecchia fiamma di Chicco arriva dall'America per un mese. Non avendo un posto dove poterla ospitare, Chicco, con vari espedienti, riesce a raccogliere dai suoi compagni la cifra esatta per affittare per un mese un bel appartamento. Ovviamente la truffa durerà ben poco, e tutti i ragazzi si troveranno a vivere fianco a fianco tra difficoltà e tante gag, fino all'inevitabile epilogo negativo...

## Il giornalino di classe
- Diretto da: Claudio Risi
- Scritto da: Marco Cavaliere

### Trama
Dopo un malinconico tuffo nel passato nei magazzini del Leopardi, la brigata della 3ª C decide di rifondare il giornale scolastico (nuovo titolo della testata "Sintaxi - tutto quanto fa didattica"). Il giornale avrà breve vita per le difficoltà della redazione a rientrare delle esose spese di stampa, ma anche per le ire di Zampetti: per ottenere maggiori introiti, i ragazzi hanno stampato sulla copertina del primo numero un arruffato fotomontaggio in cui il volto di Sharon è sovrapposto al corpo di una ragazza di colore. Per evitare quello che lui ritiene uno scandalo, Zampetti compra tutte le copie del giornale, tanto che, coi soldi ricavati, i ragazzi penseranno già a stampare un secondo numero. Ma non finisce qui, perché i ragazzi hanno pubblicato anche una foto che ritrae il professore d'italiano in atteggiamento molto confidenziale con la insegnante di educazione fisica. Il professore esige di conoscere il responsabile e la classe, in coro, fa il nome di Bruno. Il professore allora rivolge a Bruno un'anacronistica minaccia: lo farà "espellere da tutte le scuole del Regno".

## La recita
- Diretto da: Claudio Risi
- Scritto da: Marco Cavaliere

### Trama
Per evitare le imminenti interrogazioni, Chicco fa credere al preside del liceo "Leopardi" che la scuola riceverà la visita del preside del King's College di Londra; in realtà è Puccio, alla sua prima apparizione, spacciandosi col nome di Mark Hateley, calciatore del Milan dell'epoca, il quale gradirebbe assistere ad una rappresentazione teatrale. Shakespeare sarà interpretato in chiave eccentrica. Benedetta si assume l'incarico di organizzare la recita e scegliere gli attori, ma nessuno si dimostra all'altezza. Il preside e il professore d'italiano rimangono allibiti nel vedere il fantomatico professor Hateley apprezzare quello scempio di recita, ma alla fine Puccio è smascherato: il professore d'italiano lo riconosce come un suo ex studente.
- Solo in questo episodio Puccio, interpretato da Antonello Fassari, è soprannominato Neno.
- Nell'episodio Chicco comunica che Puccio (Neno) aveva 3 in tutte le materie ma 8 in inglese. In realtà ciò non era possibile perché all'epoca, nei licei classici, l'insegnamento della lingua inglese non era previsto dal programma didattico.
- In questo episodio è presente anche Pino Insegno nei panni di un ragazzo della 3ª F.

## Buon Natale
- Diretto da: Claudio Risi
- Scritto da: Marco Cavaliere

### Trama
Chicco, invece delle solite noiosissime feste in famiglia, vorrebbe partire per una settimana bianca insieme a Massimo e Bruno. Ciro si offre a organizzare il viaggio tramite la sua fantomatica agenzia "Sòle International": nove giorni a Cervinia per la ridicola cifra di centotrentamila Lire a testa; partenza alle nove davanti al bar di Totip. In seguito Bruno rinuncia perché preferisce stare in famiglia, mentre Chicco e Massimo il giorno della partenza arrivano puntuali in attesa del pullman, ma alle undici capiscono che Ciro li ha truffati. Anche in casa Zampetti si prepara il cenone con invitati di riguardo e alla presenza di un assurdo albero di Natale, addobbato con salami e una testa di maiale al posto della stella cometa; per Sharon si prospetta una serata noiosissima. Alla fine Chicco telefona ai compagni di classe e li convoca al bar; tutti insieme vanno a casa di Bruno pensando di trovarlo annoiato dalla festa in famiglia, come è successo a loro. Ma l'atmosfera è allegra e decidono di festeggiare la ricorrenza in casa di Bruno, insieme ai suoi parenti molto rustici.

## Voglio morire
- Diretto da: Claudio Risi
- Scritto da: Marco Cavaliere

### Trama
Bruno per la prima volta s'innamora: si tratta di Luana (Isabella De Bernardi), una ragazza con la quale viaggia in treno ogni mattina. Ma il suo sentimento non è corrisposto e lei si fidanza con un antipatico burino. Bruno tenta il suicidio, reso impossibile il più delle volte dalla sua goffaggine. Grazie all'amicizia dei compagni di classe riscopre il gusto della vita e, consegnando al posto del compito in classe d'italiano una lettera a Luana, prende addirittura un 10. Tornando alla stazione, Bruno scopre che Luana è stata piantata dal fidanzato e, dopo averla consolata, parte con lei in treno, con tutta la 3ª C che li saluta...

## La festa
- Diretto da: Claudio Risi
- Scritto da: Marco Cavaliere

### Trama
La festa dei diciotto anni di Sharon è funestata dalla polizia tributaria che occupa villa Zampetti. L'unica soluzione è trasferirsi a casa di Bruno, libera perché i genitori devono partecipare alla riunione condominiale che si svolge al piano superiore. Grazie a un colpo di fortuna, gli studenti della 3ª F riescono a scoprire il luogo della festa e ad "imbucarsi".  La festa è ulteriormente movimentata dalla cannabis gettata dal balcone dai condòmini del piano superiore, dove si svolge la riunione, per non farla scoprire alla polizia. Ma i due condòmini sono arrestati e Spartaco Sacchi propone di finire la riunione in casa sua, ma la trova invasa dagli amici di Bruno. Dopo l'iniziale sfuriata, anche Spartaco si butta nella festa.

## Rossella's baby
- Diretto da: Claudio Risi
- Scritto da: Marco Cavaliere

### Trama
Rossella è rimasta incinta di Daniele e questo scatena grande agitazione all'interno della classe, coinvolta dalla continua crisi della coppia. Solo alla fine tutto rientra nella normalità, quando Rossella riceve la notizia che si tratta solo di una gravidanza isterica.